# Salsa Cycles
Salsa Cycles ist eine US-amerikanische Fahrradmarke. Sie wurde in den frühen 1980er Jahren von Ross Shafer gegründet und gehört seit 1997 zu QBP.

## Geschichte
Begeistert von den ersten Mountainbikes und dem Rahmenbau fertigte der Fahrradmechaniker Ross Shafer seinen ersten Rennradrahmen 1976 in Paradise, Kalifornien. Er arbeitete in dieser Zeit in Fahrradläden und als Zimmermann. Seine Rahmen vertrieb zunächst unter dem Label Red Bush. Schließlich wurde er Vollzeit-Rahmenbauer und Cheftechniker bei Santana Cycles. In dieser Zeit baute er 1981 sein erstes off-road-Rad mit 650-B-Rädern. Nach einem Jahr bei Santana verlegte sich Shafer auf den Bau von MTBs. Mit sechs Einzelstücken startete er daraufhin 1982 seine eigene Firma. Weil er die Namen für Fahrradmarken eher bedeutungslos und seinen eignen zu langweilig fand, nannte er seine Radmarke Salsa. Durch den Kontakt mit vielen Radfahrern machte Shafer die Erfahrung, dass für viele seiner Kunden die Vorbauten ihrer Räder nicht wirklich passend waren, legte er zunächst drei eigene Serien an Vorbauten auf.
Die ersten Salsa-Modelle waren Mountainbikes mit starrer Gabel und einer weitestgehenden klassischen Rahmengeometrie. Shafer verwendete als einer der ersten einen Schnellspanner für die Sattelstützklemme, um eine schnelle Höhenverstellung des Sattels bei seinen MTBs zu ermöglichen. 1987 begann Ross Shafer mit Salsa das erste Frauen-Mountainbike-Rennteam zu sponsern. Salsa wurde offizieller Ausrüster des amerikanischen Olympiateams der Zeitfahrer. 1997 verkaufte Ross Shafer seine Firma an Quality Bicycle Products, einem der größten Fahrradvertrieb der USA. Nach dem Verkauf begann Shafer damit Pedal-Steel-Gitarren zu fertigen.
Salsa Cycles teilte 2016 seinen Händlern in den USA mit, ab dem Programm 2017 mit der Recreational Equipment, Inc. zusammenzuarbeiten. REI ist eine US-amerikanische Konsumergenossenschaft für Outdoor-Ausrüstung und bietet seinen Mitgliedern auch Kurse und Reisen an. Zunächst sollte Salsa in elf REI-Läden angeboten werden.
Den Vertrieb für den deutschsprachigen Raum für Salsa- und weitere QBP-Marken übernimmt die fränkische Firma Cosmic Sport.

## Räder
Salsa Cycles baut heute vor allem Mountainbikes und Tourenräder (Bikepacking). Lange eingeführte Modelle sind das MTB Salsa Fargo und das Cyclocrossrad Salsa Vaya.
Mittlerweile stattet Salsa entsprechend dem seit ca. 2015 aufkommenden Trend viele Räder mit 1x11- oder 1x12-Schaltungen aus.